# 吴保安 (唐朝)
吴保安（?—?），字永固，唐朝魏州人。
吴保安气概不俗。唐睿宗时，姚州、巂州蛮族叛乱，朝廷拜李蒙为姚州都督，宰相郭元振以弟弟的儿子郭仲翔托付给李蒙，李蒙表奏为判官。当时吴保安罢为义安县尉，没有得到调任，以郭仲翔同乡，不经介绍而拜见：“愿依靠你得以事从李将军。”郭仲翔虽和他没有交往，但可怜他的穷困，于是力荐。李蒙表奏为掌书记。吴保安后来抵达的时候，李蒙率军深入，与蛮族作战而死，郭仲翔被擒。蛮族俘虏汉人，一定索取丰厚的财物，才肯赎，听说郭仲翔是宰相贵胄，求得一千匹缣。当时郭元振去世，吴保安留在巂州，准备赎回郭仲翔，苦于没有钱财。于是全力积累财货出售十年，得七百匹缣。他的妻儿客居遂州，从小路来找吴保安的所在，困在姚州不能前进。姚州都督杨安居知道情况，资助他们上路，找到了吴保安。杨安居对吴保安说：“你弃家急朋友之难到了这种情况！我请向官府借钱助你。”吴保安大喜，于是把缣送给蛮族，郭仲翔得归。郭仲翔为蛮奴，三次逃跑三次被擒，于是转卖给远酋，酋长对他看管很严，白天干活夜里囚禁，一共十五年才回到中原。杨安居是丞相故吏，赞赏吴保安的情谊，厚礼郭仲翔，给他衣服储用，让他担任近县县尉。后来转任蔚州录事参军，升为代州户曹。丧母除服后说：“我赖吴公救我出死地，现在母亲去世，可以实现报答他的愿望了。”于是去找吴保安。当时，吴保安在彭山县丞任上去世，其妻也已经去世，死后没有归葬故乡。郭仲翔穿着缞绖丧服，包裹起他们的尸骨，背着赤脚前行，归葬魏州，守墓三年而去。后来担任岚州长史，迎来吴保安之子，为他娶妻而让官给他。